# سنتومرو
سنتومرو (به ایتالیایی: Sant'Omero) یک کومونه در ایتالیا است که در استان تیرامو واقع شده‌است. سنتومرو ۳۳ کیلومتر مربع مساحت و ۵٬۳۹۸ نفر جمعیت دارد و ۲۰۹ متر بالاتر از سطح دریا واقع شده‌است.